# دوشان دوموویچ بولوت
دوشان دوموویچ بولوت (سیریلیک صربی: Душан Домовић Булyт؛ زادهٔ ۲۳ اکتبر ۱۹۸۵) بازیکن بسکتبال زن اهل صربستان است.
وی در مسابقات کشوری و بین‌المللی در مجموع برندهٔ ۶ مدال طلا، ۲ مدال نقره، ۲ مدال برنز شده‌است.